# Карри, Дональд (боксёр)
Дональд Карри (англ. Donald Curry; урождённый Дональд Семпл, (англ. Donald Sample); 7 сентября 1961) — американский боксёр. Чемпион мира в полусредней (WBA, 1983—1986; IBF, 1984—1986; WBC, 1985—1986) и первой средней (WBC, 1988—1989) весовых категориях. С 6 декабря 1985 года по 27 сентября 1986 года являлся абсолютным чемпионом мира в полусреднем весе.
В 1985 году признан «Боксёром года» по версии журнала «Ринг» (вместе с Марвином Хаглером).

## Любительская карьера

### Чемпионат США[англ.]1978
Выступал в 1-й полусредней весовой категории (до 139 фунтов или до 63,5 кг). В полуфинале победил Джорджа Хэйнса. В финале победил Лемюэля Стиплса.

### Чемпионат США[англ.]1979
Выступал в полусредней весовой категории (до 147 фунтов или до 67 кг). В финале победил Ронни Ньютона.

### Золотые перчатки1980
Выступал в полусредней весовой категории (до 147 фунтов или до 67 кг). В полуфинале победил Роберта Купера. В финале победил Джека Торренса.
Дональд Карри должен был выступить в полусреднем весе в составе сборной США по боксу на Олимпиаде 1980. Пропустил турнир из-за бойкота.

## Профессиональная карьера
Дебютировал на профессиональном ринге 26 декабря 1980 года, одержав досрочную победу уже в первом раунде.
23 октября 1982 года победил по очкам американца Марлона Старлинга. Двое судей отдали победу Карри со счётом 116—112. Один судья выставил 117—113 в пользу Старлинга.

### Чемпионский бой с Хван Чун Суком
13 февраля 1983 года встретился с южнокорейским боксёром Хван Чун Суком в бою за вакантный титул чемпиона мира в полусреднем весе по версии WBA. Карри одержал победу единогласным решением судей: 148—140 и 146—139 (дважды).
3 сентября 1983 года провёл первую защиту титула, нокаутировав в 1-м раунде американца Роджера Стаффорда.

### Второй бой сМарлоном Старлингом
Перед этим боем IBF признала Карри в качестве чемпиона мира в полусреднем весе. 4 февраля 1984 года во второй раз в карьере встретился с Марлоном Старлингом. Одержал победу единогласным решением. Счёт судей: 144—142 и 145—140 (дважды).

### Защиты титулов (1984—1985)
21 апреля 1984 года досрочно победил венесуэльца Элио Диаса. Диас отказался продолжать бой после 7-го раунда.
22 сентября 1984 года нокаутировал в 6-м раунде мавританца Нино Ла Рокку.
19 января 1985 года нокаутировал в 4-м раунде британца Колина Джонса.

### Объединительный бой сМилтоном Маккрори
6 декабря 1985 года встретился с чемпионом мира в полусреднем весе по версии WBC американцем Милтоном Маккрори. Нокаутировал своего соперника уже во втором раунде. Карри стал абсолютным чемпионом мира в полусреднем весе, объединив все основные титулы (WBC, WBA, IBF).
9 марта 1986 года защитил звание чемпиона, нокаутировав во 2-м раунде панамца Эдуардо Родригеса.

### Поражение отЛлойда Хонигана
27 сентября 1986 года проводил защиту трёх чемпионских титулов в полусреднем весе в бою против британца Ллойда Хонигана. Действующий чемпион был фаворитом 5 к 1. После 6-го раунда Карри отказался от продолжения боя. К тому моменту американец проигрывал на карточках всех судей — 56-59 и 56-58 (дважды). Для Карри это поражение стало первым в карьере. Бой был признан Апсетом года (1986) по версии журнала «Ринг».

### Первый средний вес
Карри поднялся в 1-й средний вес.
4 апреля 1987 года встретился с экс-чемпионом мира в этом весе пуэрториканцем Карлосом Сантосом. Карри победил ввиду дисквалификации противника.

### Чемпионский бой сМайком Маккаллумом
18 июля 1987 года встретился с чемпионом мира в 1-м среднем весе по версии WBA не имеющим поражений ямайцем Майком Маккаллумом. Ямаец нокаутировал Карри в 5-м раунде.
3 января 1988 года победил по очкам экс-чемпиона мира в 1-м среднем весе мексиканца Лупе Акино.

### Чемпионский бой сДжанфранко Рози
8 июля 1988 года встретился с чемпионом мира в 1-м среднем весе по версии WBC итальянцем Джанфранко Рози. Карри пять раз отправлял чемпиона в нокдаун. После 9-го раунда Рози отказался от продолжения боя.

### Поражение отРене Жако
11 февраля 1989 года проводил защиту титула в бою против француза Рене Жако. Поединок продлился все 12 раундов. Судьи единогласно отдали победу французскому боксёру — 117—113, 117—115, 118—116. Бой был признан «Апсетом года» (1989) по версии журнала «Ринг».

### Чемпионский бой сМайклом Нанном
Карри поднялся в средний вес. 18 октября 1990 года он встретился с чемпионом мира в среднем весе по версии IBF не имеющим поражений американцем Майклом Нанном. Нанн нокаутировал претендента в 10-м раунде.

### Чемпионский бой сТерри Норрисом
Карри вернулся в 1-й средний вес. 1 июня 1991 года встретился с чемпионом мира в 1-м среднем весе по версии WBC американцем Терри Норрисом. Норрис нокаутировал своего противника в 8-м раунде.

## Титулы

### Любительские
- 1978  Чемпион США в первом полусреднем весе.
- 1979  Чемпион США в полусреднем весе.
- 1980  Победитель турнира «Золотые перчатки» в полусреднем весе.

### Профессиональные

#### Региональные
- Титул NABF в полусреднем весе (1982).
- Титул USBA в полусреднем весе (1982).
- Титул USBA в первом среднем весе (1987).

#### Мировые
- Чемпион мира в полусреднем весе (WBA, 1983—1986; IBF, 1984—1986; WBC, 1985—1986).
- Чемпион мира в первом среднем весе (WBC, 1988—1989).

## Семья
У Дональда есть два старших брата — Грейлин Карри и Брюс Карри, оба профессиональные боксёры. Брюс был чемпионом мира в первом полусреднем весе (WBC, 1983—1984).